# Théodore Caruel
Théodore (Teodoro) Caruel ( * 1830- 1898), fue un botánico italiano. 

## Biografía
Caruel era de origen francés. Trabajó en Milán, Pisa, donde fue curador del Jardín botánico, y fundamentalmente en Florencia como Director del Jardín de los Simples de Florencia. 
Estuvo involucrado en la finalización de la Flora italiana de Filippo Parlatore.

## Obra
- "Prodromo della Flora Toscana Ossia Catalogo Metodico delle Piante..." , Caruel, el volumen principal se publicó en octubre de 1860-enero 1862
- "Florula di Montecristo",Caruel, Milano, 1864
- I Generi delle Ciperoidee Europee ...", Caruel, Firenze, Nov 1886.
- "Illustratio in Hortum Siccum Andreae Caesalpini", Caruel, Firenze , 1858
- "Statistica Botanica della Toscana Ossia Saggio di Studi Sulla Distibuzione Geografica dell Piante Toscane", Caruel, Firenze, mar-abr 1871
- "Epitome Florae Europae Terrarumque Affinium sistens Plantas Europae, Barbariae, Asiae Occidentalis et Centralis et Sibiriae..", Caruel, Fasc. 1, En. 1892 Fasc. 2, mayo 1894 Fasc. 3, abr 1897